# نص ثنائي الاتجاه
النص ثنائي الاتجاه (بالإنجليزية: Bi-directional text)‏ هو نص يحتوي على نص في كل من إتجاهي النص، من اليمين إلى اليسار (RTL) ومن اليسار إلى اليمين (LTR). تتضمن بشكل عام نصًا يحتوي على أنواع مختلفة من الحروف الأبجدية، ولكنها قد تشير أيضًا إلى البطرفة [الإنجليزية]، والتي تعمل على تغيير اتجاه النص في كل صف.
تُكتب بعض أنظمة الكتابة في العالم، بما في ذلك النصوص العربية والعبرية أو الأنظمة المشتقة مثل النصوص الفارسية والأوردية واليديشية [الإنجليزية]، في شكل يُعرف من اليمين إلى اليسار (RTL)، حيث تبدأ الكتابة في الجانب اليمين من الصفحة وتنتهي في الجانب الأيسر. يختلف هذا عن اتجاه اليسار إلى اليمين (LTR) المستخدم بواسطة النص اللاتيني السائد. عندما يتم خلط نص يكتب من الشمال إلي اليمين مع نص يكتب من اليمين إلي الشمال في نفس الفقرة، تتم كتابة كل نوع من النص في اتجاهه الخاص، والذي يُعرف بالنص ثنائي الاتجاه. يمكن أن يكون هذا معقدًا إلى حد ما عند استخدام مستويات متعددة من الاقتباسات.

## معرض صور

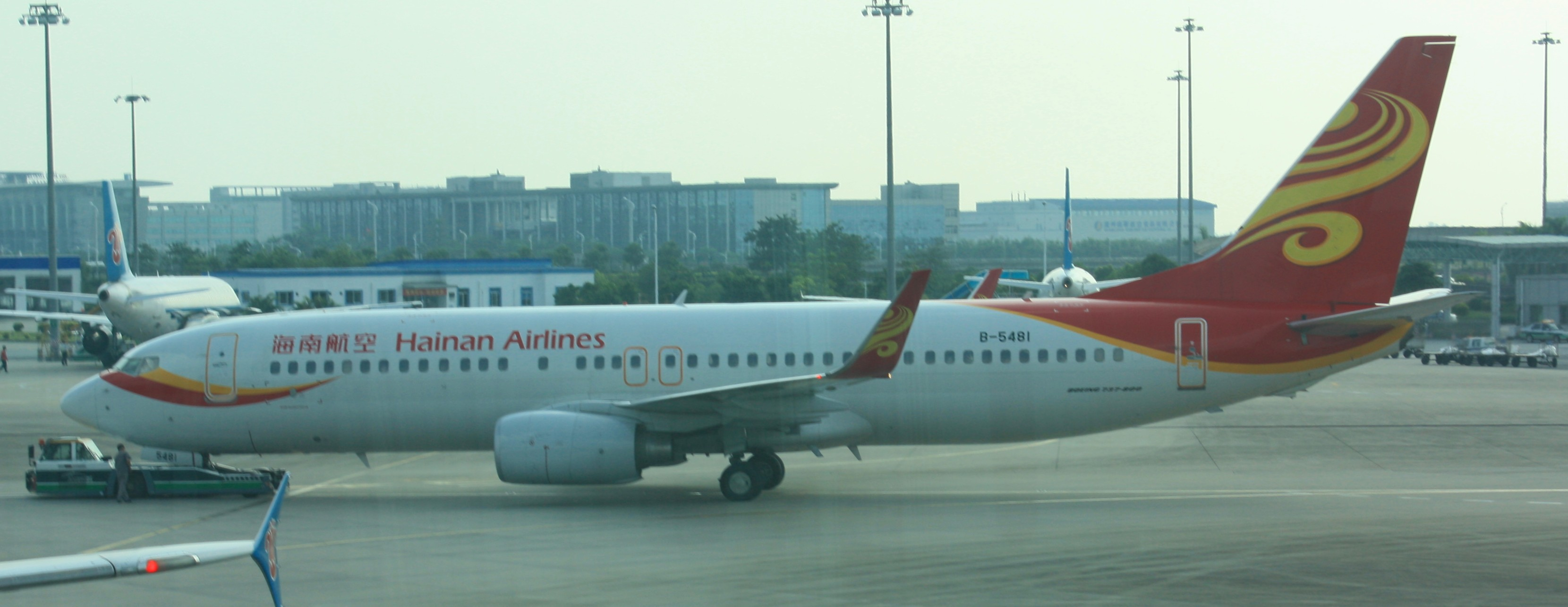
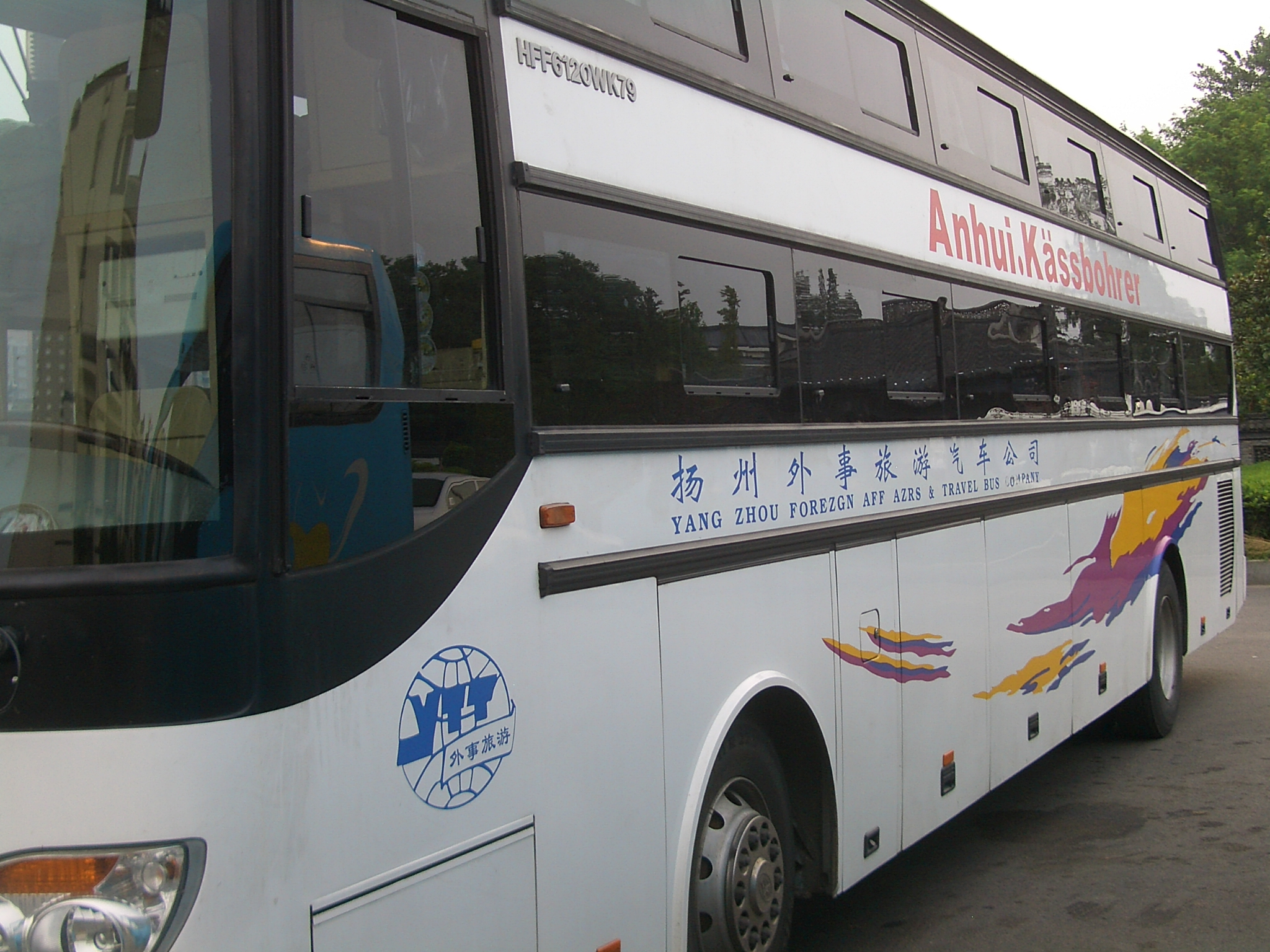
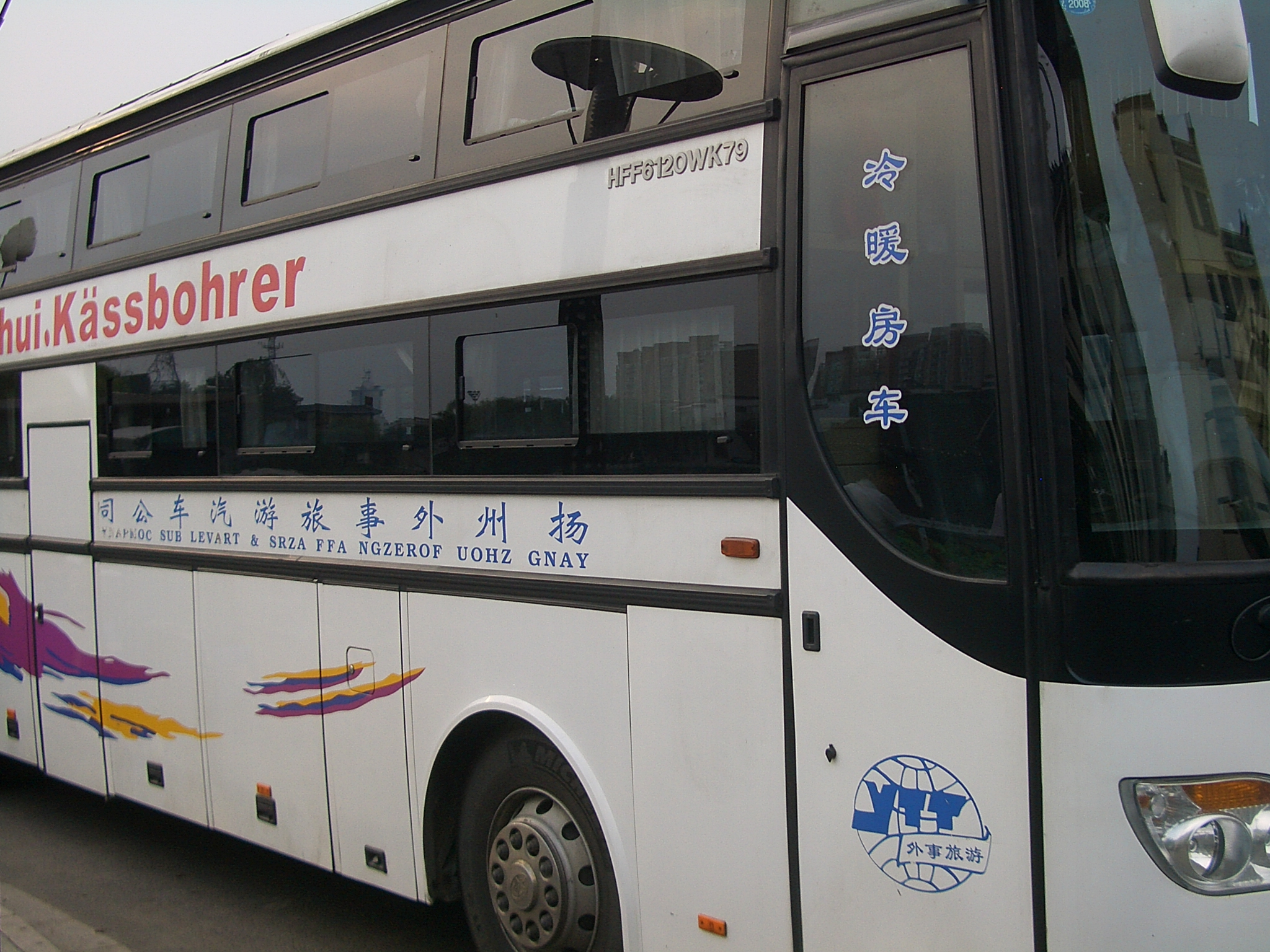
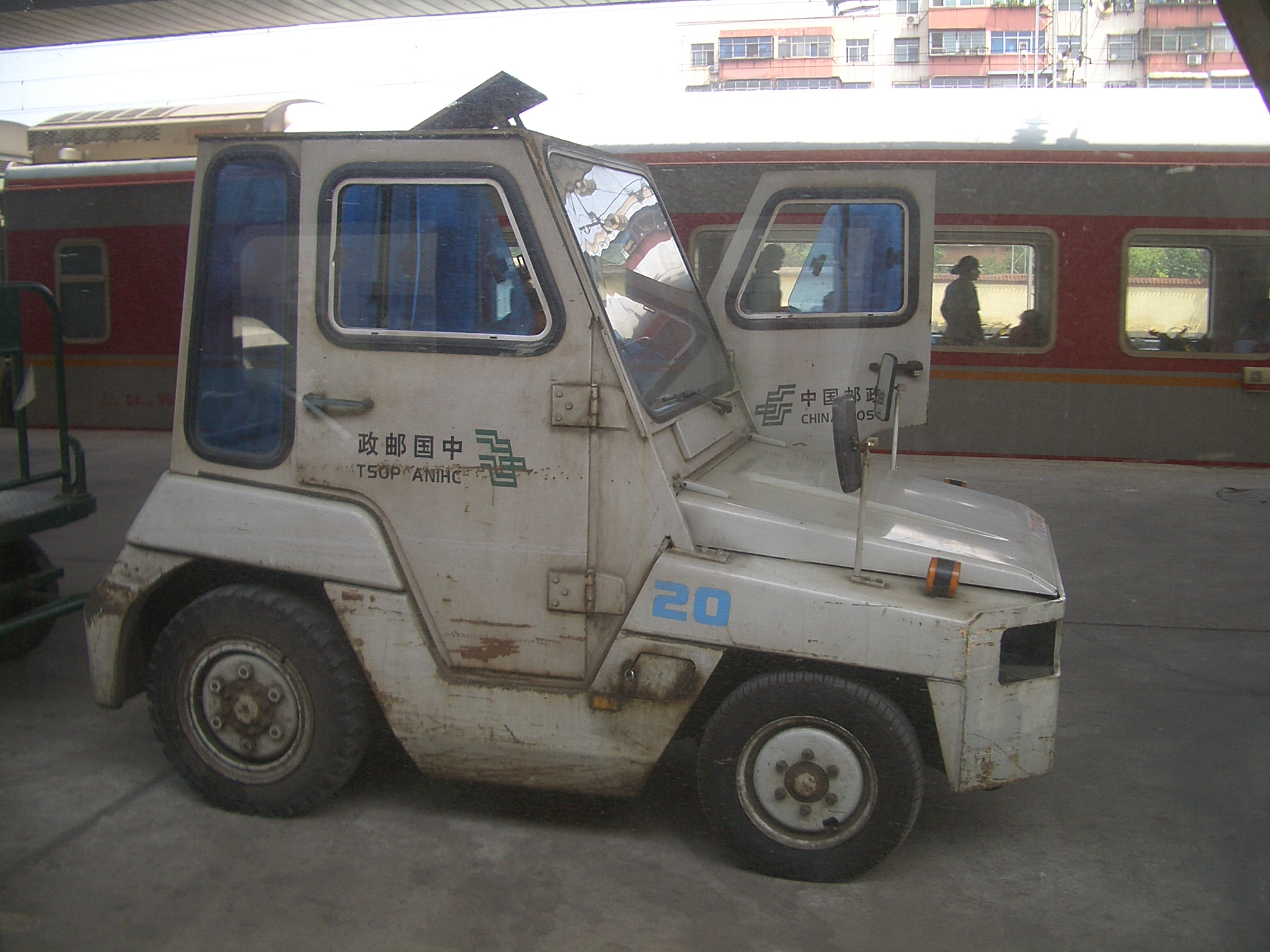
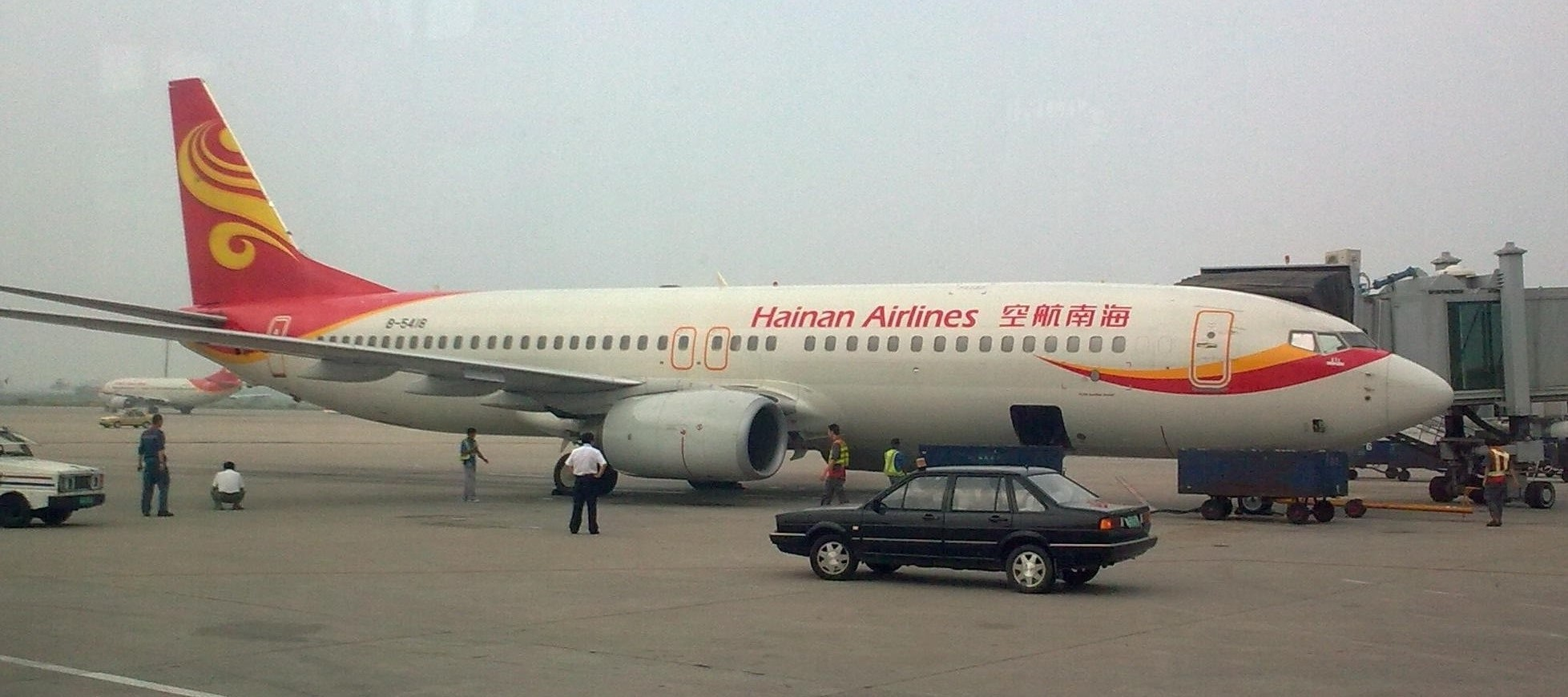

## وصلات خارجية
- إرشادات W3C حول تقنيات النص الثنائي الاتجاه
- تطبيق مجاني لخوارزمية يونيكود للنص الثنائي الاتجاه